# 고제저수지
고제저수지(高梯貯水池)는 경상남도 거창군 고제면 농산리에 위치한 대한민국의 저수지이다. 황강천의 지류인 신기천이다. 시설 관리자는 거창군수과 한국농어촌공사 담당하고 있다.

## 같이 보기
- 국도 제37호선
- 고제면